# چارلز لاتن
چارلز لاتن (به انگلیسی: Charles Laughton) (زادهٔ ۱ ژوئیهٔ ۱۸۹۹ - درگذشتهٔ ۱۵ دسامبر ۱۹۶۲) هنرپیشه، کارگردان، نویسنده و تهیه‌کنندهٔ بریتانیایی بود. از فیلم‌هایش در مقام بازیگر می‌توان خانه تاریک قدیمی (۱۹۳۲)، زندگی خصوصی هنری هشتم (۱۹۳۳)،  انتخاب هابسون (۱۹۵۴)، شاهدی برای تعقیب (۱۹۵۷) اسپارتاکوس (۱۹۶۰) را نام برد. او کارگردان فیلم شب شکارچی است.